# آن دانهام
استنلی آن دانهام (۲۹ نوامبر ۱۹۴۲ – ۷ نوامبر ۱۹۹۵)، مادر باراک اوباما، مردم‌شناسی آمریکایی بود که در زمینهٔ مردم‌شناسی اقتصادی و توسعهٔ روستایی تخصص داشت. دانهام در شهر ویچیتا در ایالت کانزاس به دنیا آمد و دوران کودکی را در ایالت‌های کالیفرنیا، اوکلاهاما، تگزاس، و کانزاس و دوران نوجوانی را در جزیرهٔ مرسر در ایالت واشینگتن و اکثر دوران بزرگ‌سالی را در هاوایی و اندونزی سپری کرد.
دانهام در پردیس مانوا و مرکز شرق–غرب دانشگاه هاوایی به تحصیل پرداخت و مدرک کارشناسی جامعه‌شناسی یا ریاضیات، و مدارک کارشناسی ارشد و دکترای جامعه‌شناسی را از همان‌جا اخذ نمود. با توجه به علاقه‌ای که به صنایع دستی و بافندگی داشت و نیز اینکه می‌خواست دربارهٔ نقش زنان در صنایع خانگی بیشتر بداند، تحقیقاتش را بر روی کار زنان در جزیرهٔ جاوه و بلک‌اسمیتینگ اندونزی متمرکز کرد. هنگامی که به عنوان مشاور در سازمان توسعهٔ بین‌المللی آمریکا کار می‌کرد، طرح‌هایی برای اعطای وام‌خرد (microcredit) جهت رفع معضل فقر در جوامع روستایی ارائه داد. دانهام همچنین به استخدام بنیاد فورد در جاکارتا درآمد و مشاور بانک توسعهٔ آسیایی در پاکستان بود. در اواخر عمرش، به همکاری با بانک رکیات اندونزی مشغول شد و کمک کرد تا تحقیقات و پژوهش‌هایش را در بزرگ‌ترین طرح سرمایه‌گذاری خرد در جهان به کار گیرند.
پس از آنکه پسرش، باراک اوباما، رئیس‌جمهور ایالات متحده شد کارهای دانهام دوباره مورد توجه قرار گرفت: دانشگاه هاوایی اجلاسی دربارهٔ پژوهش‌های او برگزار کرد، نمایشگاهی از کلکسیون منسوجات باتیکی اندونزیایی او در چندین شهر ایالات متحده برگزار شد، و انتشارات دانشگاه دوک کتاب گذراندن زندگی علی‌رغم همهٔ مشکلات: صنایع روستایی در اندونزی را بر مبنای رسالهٔ ۱۹۹۲ دانهام منتشر کرد.
باراک اوباما در جریان یکی از مصاحبه‌هایش مادرش را «تأثیرگذارترین فرد در سال‌هایی که شخصیتم شکل می‌گرفت» توصیف کرد و افزود «ارزش‌هایی که او به من آموخت همچنان معیارهای من برای چگونگی عملکرد در دنیای سیاست هستند».